# Giovanni Merlini

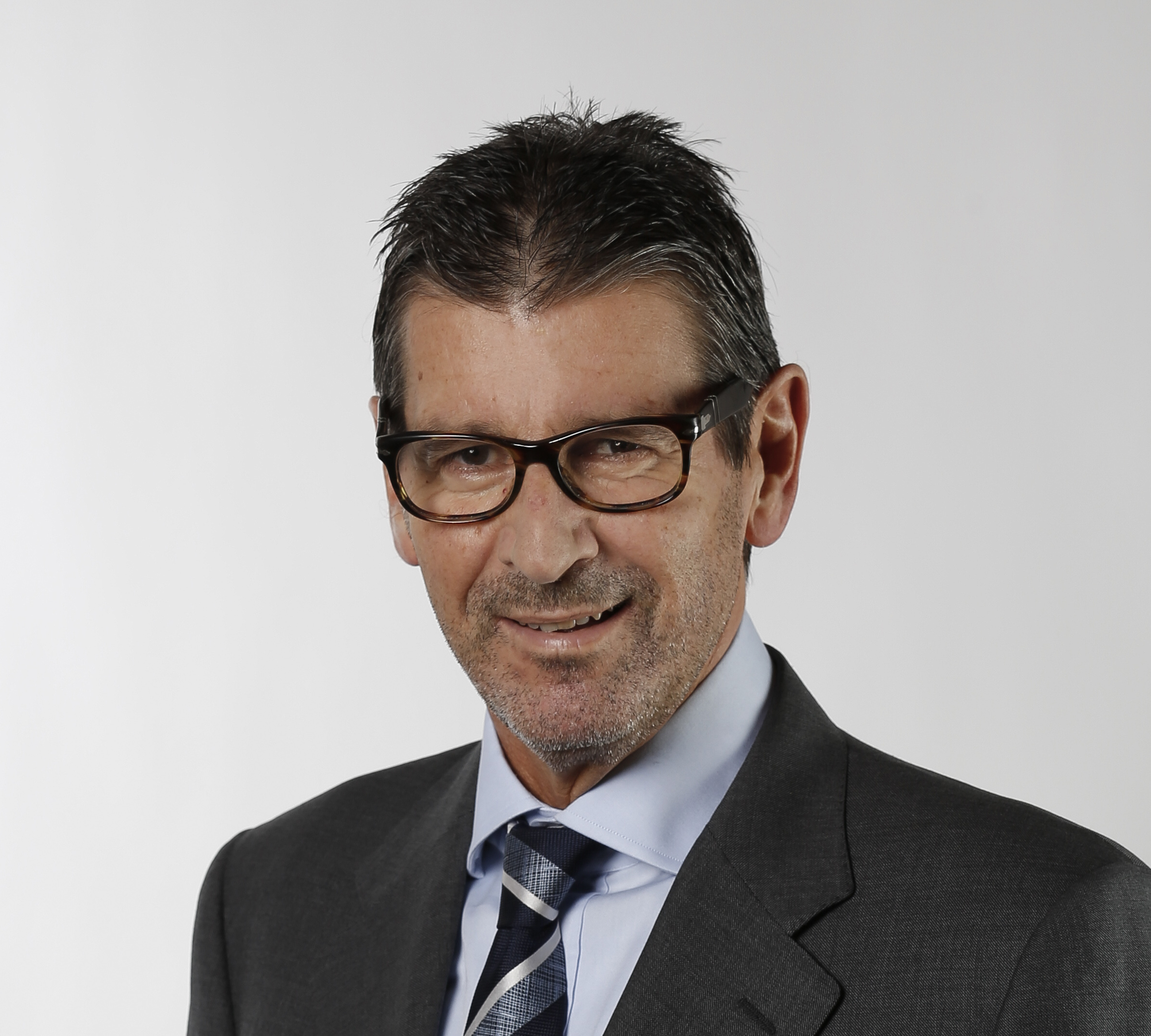
Giovanni Merlini (2015)

Giovanni Merlini (* 27. Mai 1962 in Locarno; heimatberechtigt in Minusio) ist ein Schweizer Politiker (FDP.Die Liberalen). 

## Berufliche Tätigkeit
Nach seinen Studien am Collegio Papio in Ascona, hat er an der Universität Bern Recht studiert. Sein Studium schloss er 1988 ab, 1991 erhielt er das Anwaltspatent. 1993 promovierte er an der Universität Bern. Beruflich ist er heute als Anwalt und Notar tätig in Locarno.

## Politik
Merlini sass von 1992 bis 1996 im Gemeinderat von Minusio, von 1996 bis 2000 war er dessen Präsident. Von 1995 bis 2011 sass er dazu im Grossen Rat des Kantons Tessin. Er präsidierte von Februar 2000 bis Juni 2010 die kantonale Sektion der FDP.Die Liberalen.
Am 10. März 2014 rückte Merlini für Fulvio Pelli in den Nationalrat nach. Bei den Gesamterneuerungswahlen 2015 schaffte er die Wiederwahl. Bei den Wahlen 2019 kandidierte er einzig für einen Sitz im Ständerat, erreichte im zweiten Wahlgang jedoch nur den vierten Rang und verpasste damit den erneuten Einzug in die Schweizerische Bundesversammlung.